# The Perks of Being a Wallflower
The Perks of Being a Wallflower er en amerikansk ungdomsfilm fra 2012. Den er baseret på en roman af samme navn skrevet af Stephen Chbosky.
Den handler om 15-årige Charlie (Logan Lerman), der er en indtagende og naiv outsider, der forsøger at håndtere sin første kærlighed Sam (Emma Watson), selvmordet på sin bedste ven og sine egen psykiske sygdom. Dette sker samtidig med, at han forsøger at finde en gruppe mennesker, som han tilhører.

## Cast
- Logan Lerman som Charlie Kelmeckis
- Emma Watson som Sam
- Ezra Miller som Patrick
- Mae Whitman som Mary Elizabeth
- Paul Rudd som Mr. Anderson, Charlies engelsklærer
- Nina Dobrev som Candace Kelmeckis, Charlie søster
- Johnny Simmons som Brad
- Kate Walsh som Mrs Kelmeckis
- Dylan McDermott som Mr. Kelmeckis
- Melanie Lynskey som tante Helen
- Joan Cusack som dr Burton
- Zane Holtz som Chris Kelmeckis, Charlies storebror
- Reece Thompson som Craig, Sams collegekæreste
- Brian Balzerini som Linebacker
- Nicholas Braun som Ponytail Derek, Candaces kæreste
- Landon Pigg som Peter
- Adam Hagenbuch som Bob, Sam og Patricks ven
- Erin Wilhelmi som Alice
- Tom Savini som Mr. Callahan